# Alexandre Gaumont-Casias
Pour les articles homonymes, voir Gaumont (homonymie).
Alexandre Gaumont-Casias est un joueur canadien, d'origine haïtienne (par son père), de volley-ball né le 26 novembre 1984 à Marieville (Québec). Il mesure 1,95 m et joue réceptionneur-attaquant. Il totalise 50 sélections en équipe du Canada.

## Clubs
| Club              | De        | À         |
| ----------------- | --------- | --------- |
| Team Canada       | 2005-2006 | 2006-2007 |
| PAOK Salonique    | 2007-2008 | 2007-2008 |
| Rennes Volley 35  | 2008-2009 | 2008-2009 |
| Tours Volley-Ball | 2009-2010 | 2009-2010 |
| Beauvais OUC      | 2010-2011 | 2010-2011 |
| Tourcoing LM      | 2011-2012 | 2011-2012 |

## Palmarès
- Championnat de France (1)
  - Vainqueur : 2010
- Coupe de France (1)
  - Vainqueur : 2010
  - Finaliste : 2011